# باولو بيتا
باولو بيتا (بالبرتغالية: Paulo Pita‏) هو لاعب كرة قدم برازيلي في مركز حراسة المرمى، ولد في 3 يونيو 1994 في سانتوس في البرازيل. لعب مع نادي شمال كارولاينا.